# Erosione regressiva

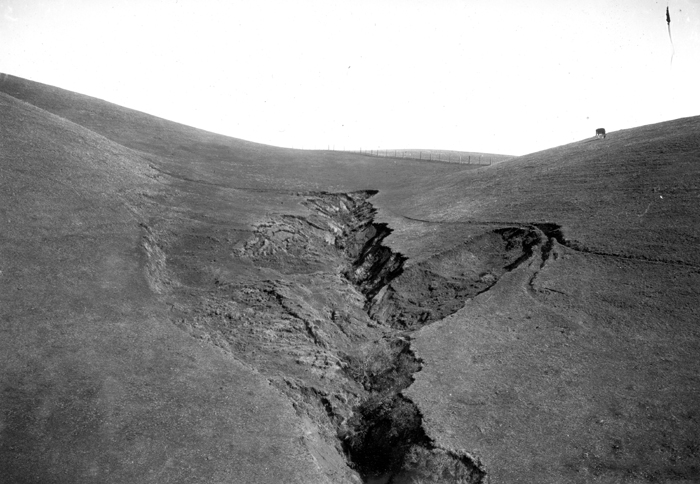
Foto del 1906 scattata nei pressi del Monte Tamalpais (Contea di Marin, California) che mostra il fenomeno dell'erosione regressiva. Lo scavo delle acque sotterranee ha generato questo burrone per tutta la lunghezza del pendio.

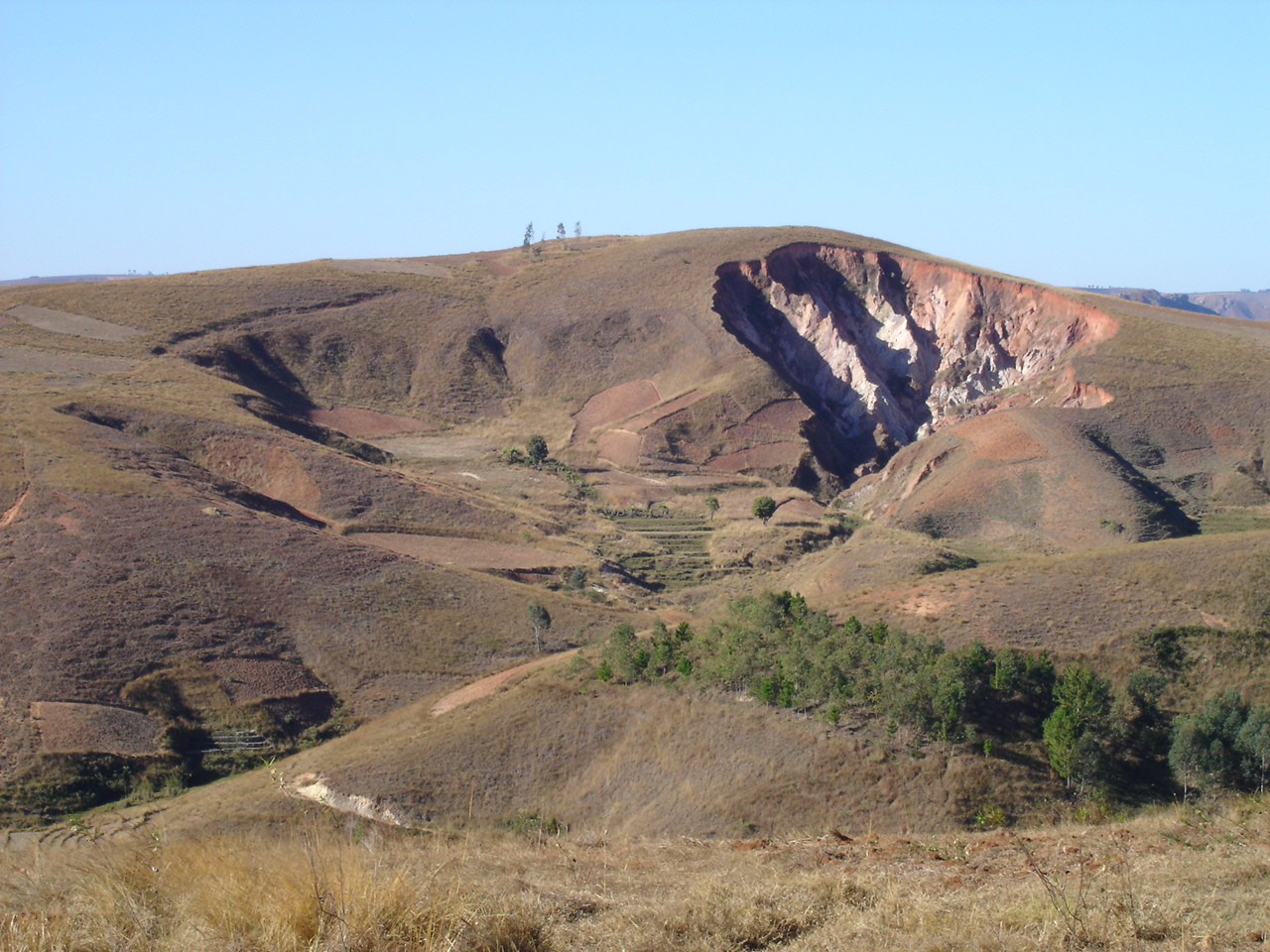
L'erosione regressiva attiva (lavaka) sulla destra. A sinistra, l'erosione di più lunga data è ormai inattiva ed ampiamente riempita da depositi.

L'erosione regressiva o erosione rimontante è un processo fluviale di erosione che si prolunga in un ruscello, una valle o un burrone verso la sua sorgente allargandone inoltre il suo bacino idrografico. Il corso d'acqua erodendo asporta via via la roccia e il suolo a cominciare dalle sue sorgenti nella direzione della corrente. Una volta che il flusso ha iniziato a asportare, l'erosione viene accelerata dalla ripida pendenza sopra cui l'acqua scorre.
L'acqua erodendo il percorso dalle sue sorgenti alla sua bocca fino a un corpo d'acqua stagnante, cerca di tagliare un percorso sempre meno profondo. Questo fa aumentare l'erosione nelle parti più ripide, che si trovano verso la sorgente. Se l'erosione regressiva continua abbastanza a lungo, può succedere che un corso d'acqua oltrepassi uno spartiacque nelle sue vicinanze catturando il bacino di raccolta in cui precedentemente fluiva un altro corso d'acqua.
Per esempio, l'erosione rimontante del fiume Shenandoah nello stato della Virginia (U.S.A.), un tributario del Potomac, ha permesso allo Shenandoah di catturare successivamente gli originari segmenti controcorrente del Beaverdam Creek, Gap Run e Goose Creek, tre affluenti minori del Potomac. Ogni cattura aggiunta alla portata dello Shenandoah veniva ad accelerare il processo di erosione regressiva fino a che lo Shenandoah non ebbe catturato tutto il bacino di drenaggio del Potomac a ovest delle Blue Ridge Mountains.

## Tipi di corsi d'acqua creati dall'erosione regressiva
Con una nomenclatura latineggiante, i geologi statunitensi distinguono tre tipi di corsi d'acqua formati dall'erosione regressiva : 
- insequenti
- subsequenti
- obsequenti e resequenti.
I corsi d'acqua insequenti si formano dall'erosione regressiva casuale, solitamente, causata da una serie di flussi d'acqua sulla superficie del suolo. L'acqua si raccoglie in canali dove la velocità e la potenza erosiva aumentano, tagliando ed estendendo le teste delle gole. 

I corsi d'acqua subsequenti si formano dall'erosione regressiva che asporta via le rocce meno resistenti nel terreno. 

I corsi d'acqua obsequenti e resequenti si formano tempo dopo laddove c'erano i corsi d'acqua insequenti o subsequenti. Gli obsequenti sono gli insequenti che adesso scorrono in direzione opposta al sistema di drenaggio originale. I resequenti sono i subsequenti che hanno ugualmente mutato direzione dai loro sistemi di drenaggio originari.

## Sistemi di drenaggio creati dall'erosione regressiva
L'erosione regressiva crea tre tipi principali di modelli o sistemi di deflusso: 
- dendritici,
- di rete e
- rettangolari e angolari.
I sistemi dendritici si formano in situazioni geomorfiche omogenee dove la roccia in posto sottostante non ha coerenza strutturale laddove ci sono i flussi d'acqua. Formano una diramazione molto particolare ad angoli acuti senza nessun modello simile o in comune che si ripete. 

I sistemi di rete si formano laddove nella roccia in posto sottostante si ripetono tipi di roccia di diversa resistenza. Il sistema di rete va più in profondità nel substrato roccioso più debole, con flussi quasi paralleli che si diramano ad angoli più grandi.

I sistemi rettangolari e angolari sono caratterizzati dalla ramificazione degli affluenti quasi ad angolo retto. Questi di solito si formano nel substrato di roccia ignea fratturata, negli strati sedimentari orizzontali con faglie intersecanti o diaclasi ben sviluppate.
Sono stati proposti anche quattro tipi minori di sistemi di drenaggio: 
- radiali,
- anulari,
- centripeti e
- paralleli.
I sistemi radiali sono caratterizzati dal flusso di acqua verso l'esterno da un punto centrale, come giù da un cono vulcanico di cenere recentemente formato o una cupola (o duomo) intrusivo. 

I sistemi anulari si formano su duomi di substrati rocciosi alternativamente deboli e forti.

I sistemi centripeti si formano laddove l'acqua fluisce dentro una zona centrale, come in un terreno calcareo carsico in cui l'acqua scorre giù dentro un inghiottitoio e dunque nel sottosuolo. I sistemi paralleli non sono molto comuni e si formano su versanti regionali unidirezionali o in conformazioni geomorfiche parallele e perlopiù limitati a una piccola area generalizzata.